# كأس جوثيا
كأس جوثيا (بالإنجليزية: Gothia Cup)‏ هي بطولة كرة القدم دولية للناشئين تقام سنويا منذ عام 1975 في مدينة غوتنبرغ، السويد ينظمها نادي هاكين لكرة القدم.
تعد البطولة إحدى أهم البطولات على مستوى العالم لتخريج المواهب من سن 11 وحتى 19 عاما. وتعتبر ثاني أكبر بطولة في العالم من حيث عدد الفرق المشاركة (بعد كأس النرويج) حيث بلغ عدد الفرق المشاركة في البطولة عام 2016 «1661 فريق» من 80 دولة. يستضيف ملعب أوليفي، حفل افتتاح واختتام البطولة في كل عام.

## نظام البطولة
نظام البطولة يتألف من مرحلة المجموعات، حيث تضم كل مجموعة 4-5 فرق يلعبون دوري من مرحلة واحدة، يتأهل أول فريقين منها للعب في المرحلة النهائية (أ) فيما ينتقل الخاسرون للعب في المرحلة النهائية (ب). تلعب المباريات بواقع شوطين وكل شوط يتألف من 25 دقيقة في مرحلة المجموعات وفي المرحلة النهائية (ب)، بينما يكون طول الشوط 30 دقيقة في المرحلة النهائية (أ).

## وصلات خارجية
- الموقع الرسمي للبطولة.